# Marcus Adeney
Marcus Adeney (* 1. Juli 1900 in London; † 2. März 1998 in Toronto) war ein kanadischer Cellist, Komponist, Musikpädagoge und Schriftsteller.
Adeney hatte als Kind Violinunterricht bei seiner Mutter, einer Musiklehrerin und Cousine des Komponisten Walford Davies. Er begann seine Ausbildung als Cellist bei J. Bartmann in Hamilton und setzte sie in Toronto bei Leo Smith (1915–16) und Boris Hambourg (1919–22), in Detroit bei Philip Abbas (1922–24), in London bei Arnold Trowell (1924–25), in Wien bei Wilhelm Jeral (1925) und in New York bei Percy Such (1925–26) fort.
Zwischen 1919 und 1924 war Adeney Cellist in den Theaterorchestern von Richmond und Detroit, 1922 Mitglied des Detroit Symphony Orchestra. Zwischen 1928 und 1949 gehörte er dem Toronto Symphony Orchestra an, von 1952 bis 1963 dem Canadian Broadcasting Corporation Symphony Orchestra. Von 1947 bis 1950 leitete er das Beaches Concert Orchestra in Toronto, außerdem war er von 1948 bis 1958 Mitglied des Solway String Quartet. Mit Hyman Goodman, Berul Sugarman und Eugene Hudson gründete er das Marcus Adeney String Quartet, mit dem er in den 1950er Jahren auftrat.
Von 1928 bis 1951 unterrichtete Adeney am Hambourg Conservatory, von 1953 bis 1963 an der Universität Toronto. 1957 gründete er in Muskoka das Inverness Music Camp, das er bis 1961 leitete. Am Royal Conservatory of Music in Toronto unterrichtete er von 1944 bis 1985. Von 1930 bis 1932 schrieb er Musikkritiken für die Zeitschrift Saturday Night. Als Komponist trat er mit Liedern und Cellostücken hervor.
Daneben war Adeney als Schriftsteller aktiv. Er schrieb Literaturkritiken für das Canadian Forum und The Canadian Bookman, veröffentlichte Gedichte in US-amerikanischen, kanadischen und englischen Zeitschriften und war 1946 Redakteur für den Lyrikteil der Canadian Review of Music and Art. Sein Anfang der 1930er Jahre entstandener Roman New Babylon erschien erst 1991 im Druck. 1994 drehte Cayle Chernin eine Videodokumentation über Adeney unter dem Titel The man who couldn't lose.